# خانه عطاردی

## تاریخچه
خانه عطاردی مربوط به دوره قاجار است

## آدرس
در شاهرود، در مجاورت باروی قدیم شهر، خیابان ۱۵ خرداد، کوچه چاپارخانه واقع شده است.

## دربارهٔ بنا
خانه ای زیبا که مساحت آن ۵۴۰ متر مربع و شامل دو بخش اندرونی و بیرونی است. فضاهای خانه شامل سردرب ورودی، دالان، انباری، بالاخانه، حیاط بیرونی، اتاق‌های میهمان، حیاط اندرونی، اتاق‌های نشیمن، مطبخ، آب انبار، تنورخانه و سرویس بهداشتی است.
شالوده بنا از خشت خام و پوشش سقف از چوب است. بالاخانه که شامل دو اتاق کوچک است با یک پله مارپیچ به دالان ورودی مرتبط است. از تزئینات این خانه گچبری‌های مهری اتاق‌های مهمان است.

## ثبت فهرست آثار ملی
این اثر در تاریخ ۱۷ اسفند ۱۳۸۱ با شمارهٔ ثبت ۷۶۲۸ به‌عنوان یکی از آثار ملی ایران به ثبت رسیده است.